# Ти-биполярон
ТИ-биполярон (трансляционно-инвариантный биполярон) – элементарная частица в твердом теле. В отличие от биполяронов с нарушенной симметрией, ТИ-биполярон делокализован в пространстве, поляризационная потенциальная яма у ТИ-биполярона отсутствует, а индуцированный поляризационный заряд равен нулю. ТИ-биполярон является составным бозоном с нулевым спином (в синглетном состоянии) и зарядом 2e. В высокотемпературных сверхпроводниках ТИ-биполяронный газ, представляя собой заряженный Бозе-газ, способен образовывать конденсат Бозе-Эйнштейна с высокой температурой перехода, обладающий сверхпроводящими свойствами..